# Governo Balladur
Il governo Balladur è stato il ventiquattresimo governo della Quinta Repubblica francese, in carica dal 29 marzo 1993 al 18 maggio 1995, sotto la presidenza di François Mitterrand. Si è insediato in seguito alle elezioni legislative del 1993, avviando così la cosiddetta seconda coabitazione tra il presidente socialista Mitterrand e il primo ministro repubblicano Balladur.

## Composizione
Raggruppamento per la Repubblica (RPR)
     Unione per la Democrazia Francese (UDF)
     Partito Repubblicano (PR)
     Centro dei Democratici Sociali (CDS)
     Partito Radicale (PRV)
     Divers droite (DVD)

### Ministri
| Funzione                                                | Titolare | Titolare | Titolare                                                       | Partito |
| ------------------------------------------------------- | -------- | -------- | -------------------------------------------------------------- | ------- |
| Primo ministro                                          |          |          | Édouard Balladur                                               | RPR     |
| Ministri di Stato                                       |          |          |                                                                |         |
| Affari sociali e sanità Città                           |          |          | Simone Veil                                                    | DVD     |
| Interno Governo del territorio                          |          |          | Charles Pasqua                                                 | RPR     |
| Giustizia e Guardasigilli                               |          |          | Pierre Méhaignerie                                             | UDF-CDS |
| Difesa                                                  |          |          | François Léotard                                               | UDF-PR  |
| Ministri                                                |          |          |                                                                |         |
| Affari esteri                                           |          |          | Alain Juppé                                                    | RPR     |
| Educazione nazionale                                    |          |          | François Bayrou                                                | UDF-CDS |
| Economia                                                |          |          | Edmond Alphandéry                                              | UDF-CDS |
| Industria, poste e telecomunicazioni e commercio estero |          |          | Gérard Longuet (fino al 14/10/1994)                            | UDF-PR  |
| Industria, poste e telecomunicazioni e commercio estero |          |          | José Rossi (dal 17/10/1994)                                    | UDF-PR  |
| Infrastrutture, trasporti e turismo                     |          |          | Bernard Bosson                                                 | UDF-CDS |
| Imprese e sviluppo economico                            |          |          | Alain Madelin                                                  | UDF-PR  |
| Lavoro, occupazione e formazione professionale          |          |          | Michel Giraud                                                  | RPR     |
| Cultura e francofonia                                   |          |          | Jacques Toubon                                                 | RPR     |
| Budget                                                  |          |          | Nicolas Sarkozy                                                | RPR     |
| Agricoltura e pesca                                     |          |          | Jean Puech                                                     | UDF-PR  |
| Insegnamento superiore e ricerca                        |          |          | François Fillon                                                | RPR     |
| Ambiente                                                |          |          | Michel Barnier                                                 | RPR     |
| Funzione pubblica                                       |          |          | André Rossinot                                                 | UDF-PRV |
| Edilizia abitativa                                      |          |          | Hervé de Charette                                              | UDF-PR  |
| Cooperazione                                            |          |          | Michel Roussin (fino al 12/11/1994)                            | RPR     |
| Cooperazione                                            |          |          | Bernard Debré (dal 12/11/1994)                                 | RPR     |
| Dipartimenti e Territori d'Oltremare                    |          |          | Dominique Perben                                               | RPR     |
| Gioventù e sport                                        |          |          | Michèle Alliot-Marie                                           | RPR     |
| Comunicazione                                           |          |          | Alain Carignon (fino al 19/07/1994)                            | RPR     |
| Comunicazione                                           |          |          | Nicolas Sarkozy ad interim (dal 19/17/1994 fino al 19/01/1995) | RPR     |
| Veterani e vittime di guerra                            |          |          | Philippe Mestre                                                | UDF     |

### Ministri delegati
| Funzione                                     | Ministri di tutela             | Titolare | Titolare | Titolare                               | Partito |
| -------------------------------------------- | ------------------------------ | -------- | -------- | -------------------------------------- | ------- |
| Rapporti con l'Assemblea nazionale           | Primo ministro                 |          |          | Pascal Clément                         | UDF-PR  |
| Rapporti con il Senato                       | Primo ministro                 |          |          | Roger Romani                           | RPR     |
| Sanità                                       | Interno Governo del territorio |          |          | Philippe Douste-Blazy                  | UDF-CDS |
| Governo del territorio e collettività locali | Interno Governo del territorio |          |          | Daniel Hoeffel                         | UDF-CDS |
| Portavoce del Governo                        | Interno Governo del territorio |          |          | Nicolas Sarkozy (fino al 19/01/1995)   | RPR     |
| Portavoce del Governo                        | Interno Governo del territorio |          |          | Philippe Douste-Blazy (dal 19/01/1995) | UDF-CDS |
| Azione umanitaria e diritti umani            | Affari esteri                  |          |          | Lucette Michaux-Chevry                 | RPR     |
| Affari europei                               | Affari esteri                  |          |          | Alain Lamassoure                       | UDF-PR  |

## Situazione parlamentare
| Camera              | Collocazione | Partiti                        | Seggi     |
| ------------------- | ------------ | ------------------------------ | --------- |
| Assemblea Nazionale | Governo      | RPR (244), UDF (200), N-I (13) | 457 / 577 |
| Assemblea Nazionale | Opposizione  | COM (23), SOC (54), N-I (4)    | 81 / 577  |